# 特爾特內冰原島峰
72°16′S 21°57′E / 72.267°S 21.950°E
特爾特內冰原島峰是南極洲的冰原島峰，位於毛德皇后地的朗希爾德公主海岸，處於南龍達訥山脈西端，由挪威製圖師根據美國海軍的空中照片繪入地圖。